# Desportivo de Gabú
Actualités
Le Clube Desportivo Recreativo de Gabú est un club bissau-guinéen de football basé à Gabú.

## Palmarès
- Coupe de Guinée-Bissau de football
  - Finaliste : 1981, 1992